# Valdis Birkavs
Valdis Birkavs, né le 28 juillet 1942 à Riga, est un homme d'État letton, premier ministre en 1993-1994.

## Biographie
Élu une première fois au parlement de Lettonie en 1990, il participe à la fondation de la Voie lettonne, un parti de centre-droit, en 1993. Le parti ayant remporté les élections de 1993, il devient premier ministre, à la tête d'une coalition regroupant la Voie lettone et l'Union des paysans de Lettonie. Il démissionne de son poste lorsque l'Union des paysans cesse de le soutenir, en septembre 1994. Il est alors nommé ministre des Affaires étrangères dans le gouvernement suivant, un poste qu'il conserve jusqu'en 1999, dans quatre gouvernements successifs. 
Il est candidat à l'élection présidentielle de 1999 et termine deuxième. Il est alors nommé ministre de la Justice (1999-2000).